# القرن 31 ق م

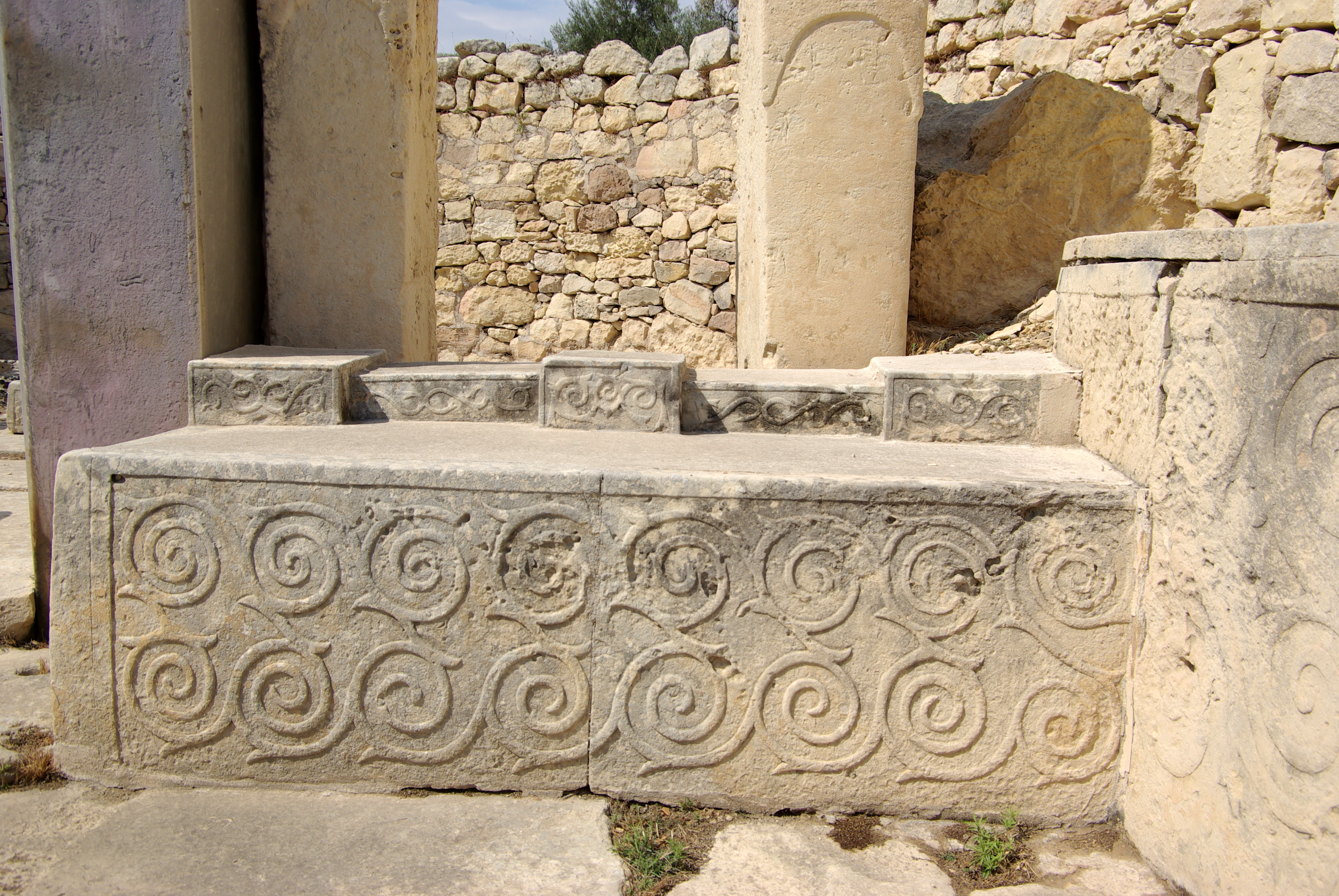
تحتوي عل احجار تبدو اثرية

القرن الحادي والثلاثون قبل الميلاد أو القرن 31 ق. م هو القرن الواقع بين الفترة 3100 ق. م وحتى 3001 ق.م.

## أحداث
- ~3100 ق. م: أول معبد تاركسين يستخدم من قبل سكان العصر الحجري الحديث الذين قطنوا مالطا.[1]
- ~3100 ق. م: أول مرحلة في بناء ستونهنج.[2]

## شخصيات بارزة
- الملك العقرب الثاني، حكم صعيد مصر كآخر ملك من ملوك مصر العليا قبل توحيد مصر.
- نارمر، مؤسس الأسرة الأولى في مصر القديمة.
- حور عحا، ثاني فراعنة الأسرة الأولى في مصر القديمة.
- الملك خنت دجر أو خنت (جر)، ثالث فراعنة الأسرة الأولى في مصر القديمة.